# Dmitrij Orłow (hokeista)
Dmitrij Władimirowicz Orłow, ros. Дмитрий Владимирович Орлов (ur. 23 lipca 1991 w Nowokuźniecku) – rosyjski hokeista, reprezentant Rosji.

## Kariera klubowa
- Mietałłurg 2 Nowokuźnieck (2007-2008)
- Mietałłurg Nowokuźnieck (2007-2011)
  -  Kuznieckie Miedwiedi Nowokuźnieck (2009-2010)
- Hershey Bears (2011-2014)
- Washington Capitals (2011-2012, 2013-2014, 2015-)

Wychowanek Mietałłurga Nowokuźnieck. Do 2011 roku występował w drużynie macierzystej. W międzyczasie w drafcie NHL z 2009 został wybrany przez Washington Capitals. W lutym 2011 wyjechał do USA i rozpoczął grę w zespole farmerskim Hershey Bears w lidze AHL. 21 listopada 2011 roku zadebiutował w lidze NHL w barwach Washington Capitals i rozegrał sezon NHL (2011/2012). Od tego czasu grywa w obu zespołach i bywa przekazywany między nimi. Stało się tak w maju 2013 w fazie play-off sezonu NHL (2012/2013), gdy trafił ponownie do Capitals wraz z innymi zawodnikami Bears. Od września 2013 ponownie przekazany do Hershey Bears. W marcu 2014 przedłużył kontrakt z Waszyngtonem o dwa lata. W sezonie 2014/2015 rozegrał tylko 3 spotkania w barwach Hershey. Od 2015 ponownie zawodnik w składzie Capitals.

## Kariera reprezentacyjna
Został reprezentantem Rosji. Występował w kadrach juniorskich na turniejach mistrzostw świata do lat 17 w 2008, mistrzostw świata do lat 18 w 2008, 2009, mistrzostw świata do lat 20 w 2010, 2011. W seniorskiej kadrze uczestniczył w turniejach mistrzostw świata edycji 2014, 2016, 2017, 2019, Pucharu Świata 2016. W składzie reprezentacji Rosyjskiego Komitetu Olimpijskiego (ang. ROC) brał udział w turnieju MŚ edycji 2021.

## Sukcesy

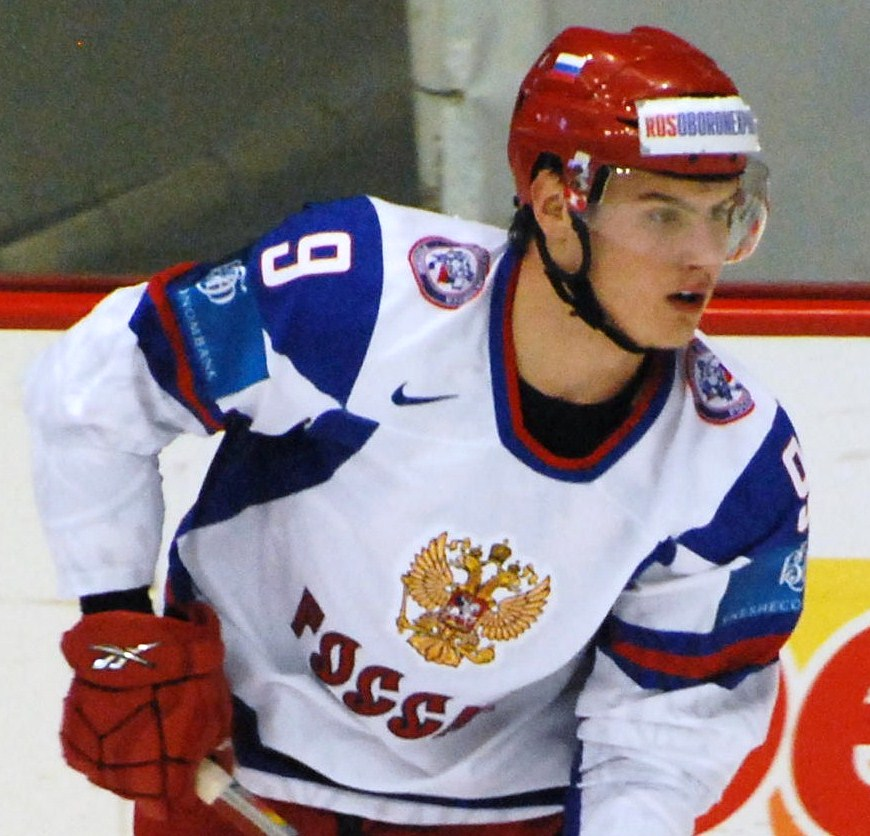
Dmitrij Orłow w barwach Rosji na MŚ do lat 20 w 2009

Reprezentacyjne
- Srebrny medal mistrzostw świata juniorów do lat 18: 2008, 2009
- Złoty medal mistrzostw świata juniorów do lat 20: 2011
- Złoty medal mistrzostw świata: 2014
- Brązowy medal mistrzostw świata: 2016, 2017, 2019

Klubowe
- Srebrny medal MHL: 2010 z Kuznieckimi Miedwiedami Nowokuźnieck

Indywidualne
- Mistrzostwa świata do lat 18 w hokeju na lodzie mężczyzn 2008/Elita:
  - Pierwsze miejsce w klasyfikacji kanadyjskiej wśród obrońców: 9 punktów
- Mistrzostwa świata do lat 18 w hokeju na lodzie mężczyzn 2009/Elita:
  - Jeden z trzech najlepszych zawodników reprezentacji[6]
- MHL (2009/2010):
  - Pierwsze miejsce w klasyfikacji strzelców w fazie play-off: 9 goli[7]
  - Czwarte miejsce w klasyfikacji asystentów w fazie play-off: 10 asyst[8]
  - Drugie miejsce w klasyfikacji kanadyjskiej w fazie play-off: 19 punktów[9]
  - Nagroda imienia Witalija Dawydowa dla najwartościowszego zawodnika w fazie play-off[10]
- Mistrzostwa Świata Juniorów w Hokeju na Lodzie 2011/Elita:
  - Pierwsze miejsce w klasyfikacji asystentów wśród obrońców: 8 asyst[11]
  - Drugie miejsce w klasyfikacji asystentów turnieju: 8 asyst[12]
  - Drugie miejsce w klasyfikacji kanadyjskiej wśród obrońców turnieju: 9 punktów
  - Drugie miejsce w klasyfikacji +/− turnieju: +10[13]
  - Skład gwiazd turnieju[14]
- Mistrzostwa Świata w Hokeju na Lodzie 2019/Elita:
  - Jeden z trzech najlepszych zawodników reprezentacji w turnieju[15]

Wyróżnienie
- Zasłużony Mistrz Sportu Rosji w hokeju na lodzie (2014)

Odznaczenie
- Order Honoru (2014)[16]